# 波蒂奇 (印第安納州)
波蒂奇（英語：Portage）是一個位於美國印第安納州波特縣的城市。

## 人口
根據2010年美國人口普查的數據，波蒂奇的面積為71.57平方千米，當中陸地面積為66.14平方千米，而水域面積為5.43平方千米。當地共有人口36828人，而人口密度為每平方千米514.57人。